# Luis Cerda
Luis Enrique Cerda Esparza (San Carlos, Chile, 28 de julio de 1979) es un actor de teatro y televisión chileno.  

## Biografía
Realiza sus estudios en la Escuela de Teatro de la Pontificia Universidad Católica de Chile donde obtuvo el título de Actor.  Su obra de egreso fue Los gemelos venecianos de Carlo Goldoni, dirigida por Adel Hakim se estrena en el Théatre des Quartiers d'Ivry en París, Francia, al año 2002.
Paralelamente desarrolla una carrera como docente, facilitador y asesor comunicacional.

## Trayectoria
A partir de 2013 comenzó a participar como actor junto al dramaturgo y director chileno Guillermo Calderón en las obras Escuela (2013), Mateluna (2016) y Dragón (2019). Participa en festivales internacionales de teatro en Sudamérica, Norteamérica y Europa (Théâtre de la Cité Internationale de París, Festival Internacional Under the Radar de Nueva York, Hebbel am Ufer Theater Berlin, MIT Sao Paulo, Noorderzon Performing Arts Festival Groningen en Países Bajos, entre otros). 
Comienza su trayectoria televisiva en las series Mea Culpa y El día menos pensado del director chileno Carlos Pinto. También realiza personajes pequeños en series y teleseries (Bienvenida realidad, Casado con hijos, 16, Floribella, Los Venegas, entre otros). 
Participa en la serie chileno-finlandesa Héroes invisibles dirigida por Mika Kurvinen y Alicia Scherson; y en  La Jauría dirigida por Lucía Puenzo y Marialy Rivas. 
Actúa en los vídeos musicales Mi viejo del músico chileno Pablo Ilabaca y Lámpara brillante de Rodrigo Santa María. 

## Reconocimientos
| Año  | Categoría                                                                     | Título                                      |
| ---- | ----------------------------------------------------------------------------- | ------------------------------------------- |
| 2001 | Premio al Mejor Actor en el Tercer Festival de Dramaturgia en Pequeño Formato | Maquinaria dirigida por Francisco Albornoz. |

## Teatro
| Año         | Obra                                        | Director                 | Lugar de Presentación |
| ----------- | ------------------------------------------- | ------------------------ | --- |
| 2021-2022   | La reina de las nieves                      | Álvaro Viguera           | Corporación Cultural de Providencia. |
| 2013 - 2020 | Obras Escuela, Mateluna y Dragón            | Guillermo Calderón       | Fitam, Teatro UC, Teatro Nacional. Festivales internacionales: Alemania, Estados Unidos, Brasil, Grecia, España, Portugal, Francia, México, Polonia, entre otros. |
| 2019        | Tarde de verano                             | Ángelo Solari            | Teatro Nacional Chileno. |
| 2018 - 2019 | Todos eran mis hijos                        | Álvaro Viguera           | Teatro UC. |
| 2017 - 2018 | El cepillo de dientes                       | Álvaro Viguera           | Teatro UC. |
| 2015 - 2016 | El curioso incidente del perro a medianoche | A. Yankovic              | Teatro UC. |
| 2015 - 2017 | Cuento de Navidad                           |                          | Movistar Arena. |
| 2002-2004   | Querida Elena                               | Verónica García Huidobro | Teatro UC. |
| 2002-2004   | Los gemelos venecianos                      | Adel Hakim               | Teatro UC y Théatre des Quartiers d´Ivry, París, Francia. |
| 2002 -2004  | La caída del ángel rebelde                  | Francisco Albornoz       | Teatro UC. |
| 2001        | Las tres hermanas                           | Francisco Albornoz       | Teatro UC. |
| 2001        | Más que nada                                | Andrés Kalawski          | Sala Pedro Prado, Centro Cultural Estación Mapocho. |
| 2000        | El burgués gentilhombre                     | R. López                 | Teatro UC. |

## Televisión
| Año         | Serie                       | Producción                   |
| ----------- | --------------------------- | ---------------------------- |
| 2020        | La Jauría                   | Fábula Producciones          |
| 2019        | Héroes invisibles           | Dir. Alicia Sherson (Parox)  |
| 2018        | Lo que callamos las mujeres | MEGA                         |
| 2018        | Teaser “Educando a Matilde” | Leonardo Valsecchi (Valcine) |
| 2017        | Irreversible                | Carlos Pinto, TVN            |
| 2006-2007   | Floribella                  | TVN                          |
| 2006        | Amor en Tiempo Récord       | TVN                          |
| 2006        | Cómplices                   | TVN                          |
| 2005        | Los Venegas                 | TVN                          |
| 2005        | 17 (telenovela)             | TVN                          |
| 2005        | La Nany                     | MEGA                         |
| 2004        | Bienvenida realidad         | TVN                          |
| 2004        | Cuentos Chilenos            | TVN                          |
| 2004        | Justicia para todos         | TVN                          |
| 2003        | 16 (telenovela)             | TVN                          |
| 2003 - 2005 | Mea Culpa                   | TVN                          |
|             | Mujer Rompe el silencio     | MEGA                         |
|             | Mundo educativo             | (Teleduc) UC Televisión      |

## Web Series
| Año  | Serie         | Producción                                 |
| ---- | ------------- | ------------------------------------------ |
| 2022 | Aldea         | Festival Internacional Santiago a Mil 2022 |
| 2021 | Nuevo en Casa | Tercer Mundo                               |